# Беннетт (округ)
Беннетт (англ. Bennett County) — округ в штате Южная Дакота, США. Административный центр округа — Мартин. По данным переписи за 2010 год число жителей округа составляло 3431 человек.
Округ находится полностью в пределах индейской резервации Пайн-Ридж. Он был создан в 1909 году, а административное управление появилось в 1912 году.

## География
По данным Бюро переписи населения США округ имеет общую площадь в 3085 квадратных километров, из которых 3261 км² занимает земля и 15 км² — вода.

### Транспорт
Через округ проходят:
- US 18 (англ. US Highway 18).
- Дорога 73 штата Южная Дакота[англ.].

## Население
| Год переписи | Нас. |  | %±      |
| ------------ | ---- |  | ------- |
| 1910         | 96   |  | —       |
| 1920         | 1924 |  | 1904,2% |
| 1930         | 4590 |  | 138,6%  |
| 1940         | 3983 |  | −13,2%  |
| 1950         | 3396 |  | −14,7%  |
| 1960         | 3053 |  | −10,1%  |
| 1970         | 3088 |  | 1,1%    |
| 1980         | 3044 |  | −1,4%   |
| 1990         | 3206 |  | 5,3%    |
| 2000         | 3574 |  | 11,5%   |
| 2010         | 3431 |  | −4%     |
| 2016         | 3454 |  | 0,7%    |

В 2010 году на территории округа проживало 3431 человек (из них 49,1 % мужчин и 50,9 % женщин), насчитывалось 1090 домашних хозяйств и 766 семей. Расовый состав: белые — 33,7 %, афроамериканцы — 0,1 %, коренные американцы — 61,5 % и представители двух и более рас — 4,0 %. 2,0 % населения были латиноамериканцами.
Население округа по возрастному диапазону по данным переписи 2010 года распределилось следующим образом: 34,7 % — жители младше 18 лет, 4,7 % — между 18 и 21 годами, 49,4 % — от 21 до 65 лет и 11,2 % — в возрасте 65 лет и старше. Средний возраст населения — 28,7 лет. На каждые 100 женщин в Беннетте приходилось 96,4 мужчин, при этом на 100 совершеннолетних женщин приходилось уже 94,1 мужчины сопоставимого возраста.
Из 1090 домашних хозяйств 70,3 % представляли собой семьи: 40,3 % совместно проживающих супружеских пар (16,9 % с детьми младше 18 лет); 20,1 % — женщины, проживающие без мужей и 9,9 % — мужчины, проживающие без жён. 29,7 % не имели семьи. В среднем домашнее хозяйство ведут 3,11 человека, а средний размер семьи — 3,73 человека. В одиночестве проживали 24,3 % населения, 10,1 % составляли одинокие пожилые люди (старше 65 лет).

## Экономика
В 2015 году из 2395 трудоспособных жителей старше 16 лет имели работу 1147 человек. В 2014 году медианный доход на семью оценивался в 48 879 $, на домашнее хозяйство — в 45 820 $. Доход на душу населения — 15 011 $. 22,6 % от всего числа семей в Беннетте и 38,2 % от всей численности населения находилось на момент переписи за чертой бедности.